# 党国体制
党国体制（とうこくたいせい）とは、国民党及び共産党一党独裁下の中国大陸（1928年 -　）と台湾（1945年 - 1996年）において、党のポストと両岸政府のポストが完全に重なり合う政治体制を指した語。

## 概要
一般に一党制政府の政治の理想である政党が絶対的な権力を掌握し、国家に代わって主権を行使し、国家機関の政体を全面的にコントロールすることを表す政治学の用語である。
党国体制と憲政主義とは必ずしも同じものとは限らず、前者の主権は党組織に直接に属するのに対し、憲法で国家は党組織のためにあると明示している場合においても後者は国民に直接に属している。国民がもし政治に参加したいなら、まずは党員やしばしば党幹部になる。党国体制下では、党主席や総書記といった政党の指導者は総統や国家主席と言った国家元首や、総理や議長と言った国家元首の地位や権力を上回ることになる。
党国とは「以黨治國」の略語に由来する。またロシア革命のレーニン主義に二段階革命論に影響を受けて軍政、訓政、憲政の三段階論を唱え、前の二段階の間、党国体制を中華民国公式の国家政策とした。孫文によれば、国民党は軍閥との戦いと国民革命の過程で中華民国を最優先とし、国民党はすべての政府以外の団体、そしてあらゆる個人に対して命令を出すべきだとした。
中華民国の創設者である孫文は、当時の中国の情勢に民主制は時期尚早であるとしていた一方で孫文自身はマルクス主義に共感しておらず、また共産主義が当時の中国の問題を解決するとも考えていなかったが、ソ連からの物質的援助は魅力的と考えており、国民党が1924年(民国13年)1月開催した第一次全国代表大会で、綱領に「連ソ」「容共」「扶助工農」の方針を明示し、第一次国共合作が成立した。このとき共産党員も個人の資格で中国国民党への入党が認められた。
孫文はこの場で
「當俄國革命時，用獨裁政治，諸事一切不顧，只求革命成功。。。，其能成功，卽因其將黨放在國上。我以爲。應重新組織，把黨放在國上。」
とも述べ、同年の士官学校として政治教育を行う黄埔軍官学校の設立、翌年の党軍としての国民革命軍の建軍と続いた。
孫文自身は1925年(民国14年)3月世を去ったが、7月1日汪兆銘によって広州に最初の中華民国国民政府が開かれた。

## 関連記事
- 中国国民党
- 中国共産党
- ソビエト連邦共産党
- ヘゲモニー政党制
- 一党独裁制